# Іноуе Наоя
Наоя Іноуе (англ. Naoya Inoue яп. 井上 尚弥 (10 квітня 1993 в Дзама, Японія) — японський боксер-професіонал, що виступає в другій легшій вазі, абсолютний чемпіон світу у легшій вазі. Чемпіон світу у першій найлегшій вазі за версією WBC (2014), другій найлегшій вазі за версією WBO (2014—2017), легшій вазі за версіями WBA Regular (2018—2019), WBA Super (2019—2023), IBF (2019—2023), WBC (2022—2023), WBO (2022—2023) та журналу «The Ring» (2019—2023) і другій легшій вазі за версіями WBO (2023—т.ч.), WBC (2023—т.ч.), WBA (2023—т.ч.), IBF (2023—т.ч.) та журналу «The Ring» (2023—т.ч.). Другий (після Йока Казуто) японський чемпіон світу в чотирьох вагових категоріях.
Загалом переміг 18 бійців за титул чемпіона світу в трьох вагових категоріях.
Брат Такума Іноуе — теж боксер-професіонал.
Обох синів тренує батько.
Промоутер — Хайдеюкі Охаші.

## Любительська кар'єра
У 2010 році Іноуе завоював бронзову медаль на юнацькому чемпіонаті Азії з боксу, виступаючи у ваговій категорії до 49 кг. У 2010 році взяв участь на юнацькому чемпіонаті світу, в якому програв у третьому відбірковому бою кубинцеві Йосвані Вейтія. У 2011 році взяв участь на чемпіонаті світу в Баку для дорослих, в третьому колі знову зустрівся з Йосвані Вейтія і знову програв, але вже в більш конкурентному протистоянні.
На відбірковому турнірі на Олімпійські ігри 2012 року завоював срібну медаль на кваліфікаційних іграх Азії, програвши у фіналі казаху Біржану Жакипову. Але разом з тим на Олімпійські ігри він не пройшов.

## Професійна кар'єра
Свою професіональну кар'єру розпочав 2 жовтня 2012 року перемогою-нокаутом над філіппінським боксером Крісоном Омаяо. Наступні два поєдинки також завершував достроково. 25 серпня 2013 в четвертому бою здобув перемогу рішенням суддів, вигравши титул чемпіона Японії.
6 грудня 2013 року нокаутував філіппінця Джерсона Мансіо і завоював титул чемпіона Азії за версією OPBF.
Вже в шостому поєдинку 6 квітня 2014 року йому вдалося стати чемпіоном світу за версією WBC у першій найлегшій вазі після перемоги над досвідченим мексиканцем Адріаном Ернандесом. Через 4 дні після цієї перемоги японцю виповнився лише двадцять один рік.
30 грудня 2014 року він здобув свій другий чемпіонський титул в кар'єрі, побивши дуже досвідченого аргентинського чемпіона WBO у другій найлегшій вазі Омара Нарваеса, який до цього у 46 поєдинках програв лише один раз у 2011 році піковому Ноніто Донеру. Бій розпочався повністю під диктовку японця. І вже в другому раунді аргентинець опинився в важкому нокауті.
Іноуе встановив рекорд — став чемпіоном світу в двох вагових категоріях в 8-му поєдинку (в червні 2016 року українець Василь Ломаченко побив цей рекорд, ставши чемпіоном за 7 боїв).
30 грудня 2016 року нокаутував в 6-му раунді екс-чемпіона світу в другій найлегшій вазі японця Кохей Коно.

### Легша вага
25 травня 2018 року переміг технічним нокаутом свого опонента (тодішнього чемпіона) Джеймі Макдоннела вже в першому раунді та завоював чемпіонський титул WBA Regular у третій для себе легшій вазі.

#### Всесвітня боксерська суперсерія
7 жовтня 2018 року в 1/4 турніру World Boxing Super Series Іноуе буквально знищив свого суперника (колишнього чемпіона світу) домініканця Хуана Карлоса Паяно за 70 секунд, коли відправив того у глибокий нокаут. Хоча суперник розпочав активніше, японець завдав лише три удари і переміг.
Бій отримав звання нокаут року за версією журналу «Ринг».
18 травня 2019 року в Глазго у 1/2 фіналу турніру зустрілися Наоя Іноуе і чемпіон IBF пуерториканець Еммануель Родрігес. Родрігес намагався захопити ініціативу, але вже у другому раунді Наоя піймав суперника жорстким боковим ударом і відправив у нокдаун, після поновлення бою змусивши рефері зупинити побиття. На кону бою стояв лише титул IBF, яким і заволодів Іноуе.
7 листопада 2019 року в Сайтама, Японія відбувся фінальний бій WBSS чемпіона IBF Наоя Іноуе з чемпіоном WBA Super філіппінцем Ноніто Донером. Напружений бій пройшов усупереч прогнозам усю дистанцію і закінчився перемогою Іноуе одностайним рішенням суддів — 116—110, 117—109 і 114—113. У 5 раунді Наоя зумів потрясти Донера, а у 9-му вже Ноніто ледь не дотиснув японця. У 11 раунді Донер побував у нокдауні після удару по печінці, але зумів протриматися до кінця поєдинку. Іноуе виграв трофей Мухаммеда Алі і став об'єднаним чемпіоном WBA Super/IBF.
Аудиторія бою Іноуе — Донер в Японії перевищила 20 млн телеглядачів.

#### Завоювання звання абсолютного чемпіона світу
Наступним суперником Іноуе мав стати чемпіон WBO філіппінець Джон Ріель Казімеро, але на заваді бою стала пандемія коронавірусної хвороби 2019, тож після кількох місяців вимушеного змагального простою 31 жовтня 2020 року Іноуе зустрівся в бою зі стійким австралійцем Джейсоном Молоні (21-1, 18KO) і здобув дострокову перемогу технічним нокаутом в сьомому раунді.
19 червня 2021 року Іноуе провів захист титулів проти обов'язкового претендента за версією IBF маловідомого філіппінця Майкла Дасмарінаса, а 14 грудня 2021 року — проти маловідомого тайця Арана Діпаен і в обох боях здобув дострокову перемогу нокаутом.
7 червня 2022 року в об'єднавчому бою Іноуе Наоя вдруге зустрівся з Ноніто Донером. На кону бою стояли титули IBF і WBA (Super), якими володів Іноуе, і титул WBC, яким володів Донер. На відміну від першого бою між цими бійцями японець впевнено розібрався з суперником, вже у першому раунді надіславши того в нокдаун, а в другому раунді добив філіппінця, вдруге зваливши його з ніг, після чого рефері просигналізував про закінчення бою.
13 грудня 2022 року в Токіо, Японія в бою зустрілися володар трьох титулів Іноуе Наоя і чемпіон WBO Пол Батлер (Велика Британія). Японець діяв активно з перших секунд бою, змусивши британця постійно зміщуватися і ховатися за блоком. Розв'язка поєдинку настала у одинадцятому раунді, коли після серії ударів Іноуе Батлер опинився в нокауті. Іноуе Наоя став першим абсолютним чемпіоном світу у легшій вазі в епоху чотирьох поясів.

### Друга легша вага
У січні 2023 року Іноуе відмовився від усіх титулів у легшій вазі і, перейшовши до другої легшої ваги, відразу домовився про бій з об'єднаним чемпіоном WBO та WBC Стівеном Фултоном (США). Поєдинок відбувся 25 липня 2023 року.
Японець здобув беззаперечну перемогу, нокаутувавши суперника у восьмому раунді, і став чемпіоном у четвертій ваговій категорії, досягши цього другим з Японії після Йоки Казуто.
26 грудня 2023 року зустрівся в об'єднавчому бою з чемпіоном WBA (Super) та IBF Марлоном Тапалесом (Філіппіни).
Іноуе нокаутував Тапалеса у 10-му раунді, став першим абсолютним чемпіоном у другій легшій вазі і другим боксером в історії після Теренса Кроуфорда, якому вдалось стати абсолютним чемпіоном у двох різних вагових категоріях в епоху чотирьох престижних поясів. За підсумками 2023 року отримав звання боксера року за версією журналу «Ринг».
6 травня 2024 року Іноуе вийшов на захист своїх титулів проти обов'язкового претендента по версії WBC мексиканця Луїса Нері. В першому раунді Іноуе вперше в кар'єрі побував в нокдауні але в наступних раундах почав розбивати мексиканця, в 6 раунді японець брутально нокаутував Нері.